# Dark Latin Groove (álbum)
Dark Latin Groove es el álbum de estudio debut del grupo estadounidense de salsa DLG (Dark Latin Groove) . El álbum alcanzó el puesto 35 en la lista Top Latin Albums y el 5 en la lista Tropical Albums. El álbum recibió una nominación al Grammy como Mejor Álbum Latino Tropical.

## Lista de canciones
| N.º | Título                           | Escritor(es)                                                        | Duración |  |
| 1.  | «No Morirá (No Matter What)»     | Larry Lange, Ann Godwin. Adapt: Jorge Luis Piloto, Rodolfo Castillo | 4:31     |  |
| 2.  | «Me Va a Extrañar»               | Vladi Tosetto, Adapt. al español: Ricardo Montaner                  | 4:41     |  |
| 3.  | «Dark Latin Groove»              | Sergio George, Luis Cabarcas                                        | 4:42     |  |
| 4.  | «Si Tú No Estás»                 | Fernando Osorio                                                     | 4:44     |  |
| 5.  | «Muévete»                        | Sergio George, Luis Cabarcas                                        | 4:36     |  |
| 6.  | «Todo Mi Corazón»                | Ilan Chester                                                        | 4:59     |  |
| 7.  | «Triste y Solo (Broken Hearted)» | Keith Crouch, Kipper Jones. Adap: Sergio George                     | 4:58     |  |
| 8.  | «Suéltame»                       | Sergio George, Luis Cabarcas                                        | 4:20     |  |